# Marc-Édouard Vlasic
Marc-Édouard Vlasic (hr: Marc-Édouard Vlašić Montreal, Quebec, Kanada, 30. ožujka 1987.) kanadski je profesionalni hokejaš na ledu hrvatskog porijekla. Igra na poziciji branič, a trenutačno je član San Jose Sharksa koji se natječu u NHL-u.

## Karijera
Karijeru je započeo 2003. godine zaigravši za Quebec Remparts koji se natjecao u QMJHL-u (Quebec Major Junior Hockey League). U Rempartsima provodi tri sezone te istovremeno pohađa College Sainte-Anne. Za klub je odigrao 177. utakmica u regularnom dijelu sezona te prikupio sveukupno 113 bodova (22 gola, 91 asistencija).

### San Jose Sharks (2006. – danas)
Na draftu 2005. godine u 2. krugu kao 35. izbor odabrali su ga San Jose Sharksi koji su pritom iskoristili izbor dobiven u razmjeni za vratara Miikke Kiprusofa. Profesionalni dio karijere Vlasic započinje 2006. godine. Naime, dobio je priliku odmah zaigrati za Sharkse te je istu i dobro iskoristio. Štoviše, u svojoj prvoj sezoni Vlasic je odigrao 81 utakmicu u regularnom dijelu te 11 utakmica u doigravanju. I sljedeće dvije sezone stalan je član prve momčadi, štoviše igra sve utakmice.U sezoni 2007./08. Vlasic je odigrao jednu utakmicu za podružnicu Worcester Sharks pri čemu je upisao dva boda, odnosno, dvije asistencije. 27. kolovoza 2008. godine produžuje ugovor, težak 12,4 milijuna dolara, sa Sharksima na još četiri godine.

## Statistika karijere
Bilješka: OU = odigrane utakmice, G = gol, A = asistencija, Bod = bodovi, KM = kaznene minute
| 2003./04.       | Quebec Remparts  | QMJHL           | 41  | 1  | 9  | 10 | 4  | 5  | 0 | 1  | 1  | 0  |
| 2004./05.       | Quebec Remparts  | QMJHL           | 70  | 5  | 25 | 30 | 33 | 13 | 2 | 7  | 9  | 2  |
| 2005./06.       | Quebec Remparts  | QMJHL           | 66  | 16 | 57 | 73 | 57 | 23 | 5 | 24 | 29 | 10 |
| 2006./07.       | San Jose Sharks  | NHL             | 81  | 3  | 23 | 26 | 18 | 11 | 0 | 1  | 1  | 2  |
| 2007./08.       | San Jose Sharks  | NHL             | 82  | 2  | 12 | 14 | 24 | 13 | 0 | 1  | 1  | 0  |
| 2007./08.       | Worcester Sharks | AHL             | 1   | 0  | 2  | 2  | 0  | —  | — | —  | —  | —  |
| 2008./09.       | San Jose Sharks  | NHL             | 82  | 6  | 30 | 36 | 42 | 6  | 0 | 1  | 1  | 0  |
| 2009./10.       | San Jose Sharks  | NHL             |     |    |    |    |    |    |   |    |    |    |
| Sveukupno - NHL | Sveukupno - NHL  | Sveukupno - NHL | 245 | 11 | 65 | 76 | 84 | 30 | 0 | 3  | 3  | 2  |

## Privatni život
Vlasic ima troje mlađe braće Thomasa, Charlesa i Jamesa. Potonji su blizanci. U slobodno vrijeme najčešće se odmara u Melmerby Beach u kanadskoj provinciji Nova Scotia.

## Vanjske poveznice
- Profil na NHL.com
- Profil na The Internet Hockey Database